# Departamento General Manuel Belgrano
Das Departamento General Manuel Belgrano liegt im Nordosten der Provinz Misiones im Nordosten Argentiniens und ist eine von 17 Verwaltungseinheiten der Provinz. 
Es grenzt im Norden und Osten an Brasilien, im Süden an das Departamento San Pedro und im Westen an die Departamentos Iguazú und Eldorado. 
Die Hauptstadt des Departamento General Manuel Belgrano ist Bernardo de Irigoyen.

## Bevölkerung
Nach Schätzungen des INDEC stieg die Einwohnerzahl von 33.488 Einwohnern (2001) auf 59.673 Einwohner im Jahre 2005.

## Städte und Gemeinden
Das Departamento San Pedro (Misiones) ist in folgende Gemeinden aufgeteilt:
- Bernardo de Irigoyen
- Comandante Andrés Guacurarí
- San Antonio

Koordinaten: 26° 12′ S, 53° 42′ W